# Pompe à engrenages
Pour les articles homonymes, voir Pompe (homonymie).

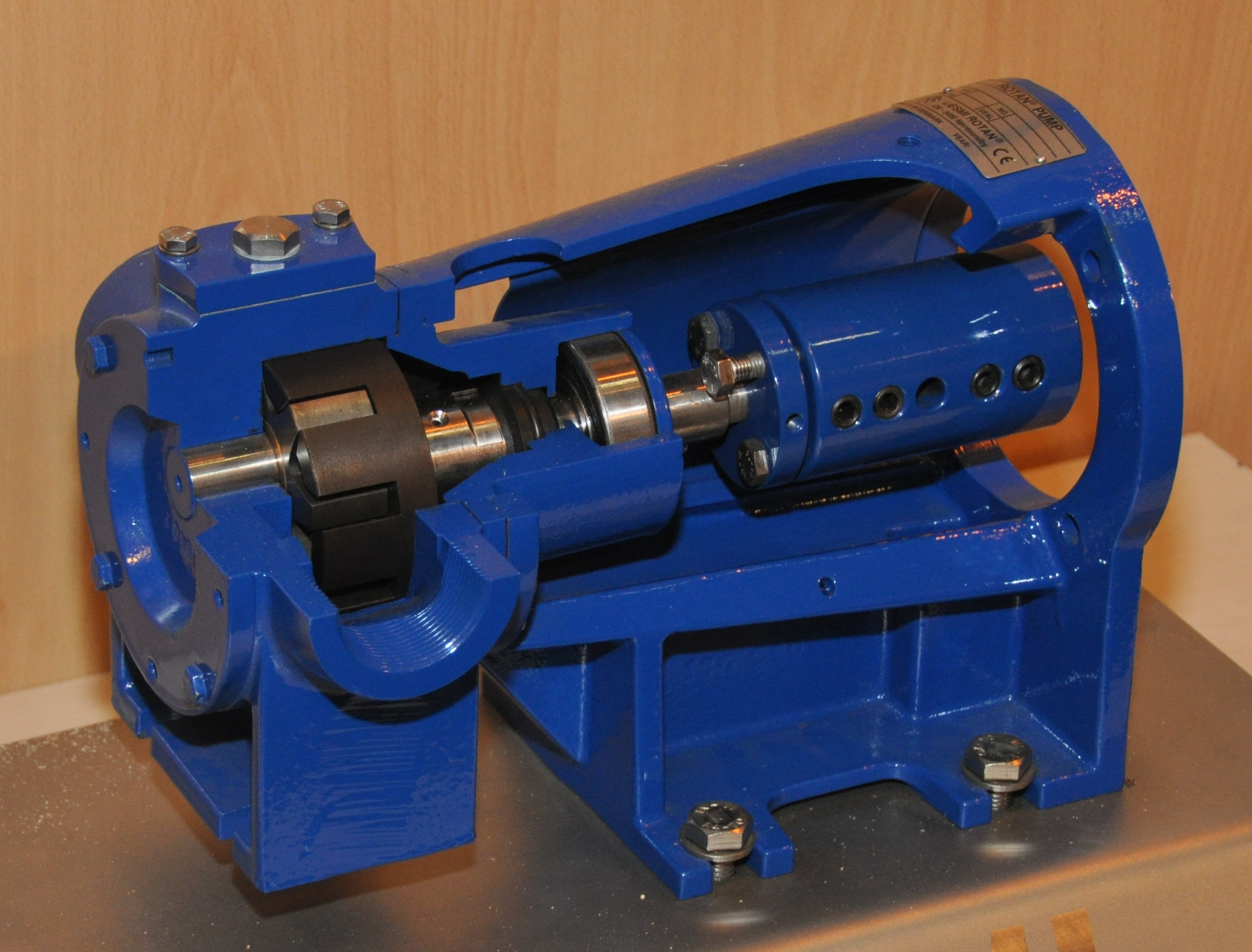
Coupe d'une pompe à engrenage

Les pompes à engrenages sont des pompes volumétriques rotatives utilisant le profil combiné de deux roues dentées pour mettre un fluide en mouvement. Elles sont exclusivement utilisées avec des liquides.
On distingue deux types de pompes à engrenages : "simples" et "internes". Les pompes à engrenage permettent d'avoir un refoulement relativement régulier et faiblement pulsatoire.

## Pompe à engrenages simple

### Principe de fonctionnement

Pompe à engrenage externe (pompe simple)

Cette pompe se compose de deux pignons réunis dans un même carter, celui-ci fermé par deux flasques latéraux. La pompe est contrôlée par un moteur, qui met en rotation l'engrenage. Cet engrenage met en mouvement le liquide qui l'entoure : chaque échancrure creuse transporte un volume {\displaystyle \Delta Vcreuse} de liquide, bloqué entre l'échancrure et le carter lors de la rotation du pignon. A la fin de la rotation, lors de l'engrènement, la dent pénètre dans un creux et expulse le volume de liquide correspondant à une dent. Ainsi, le volume éjecté est égal au volume de la dent et non à celui du creux. Le retour de produit du refoulement vers l’aspiration est empêché par l’engrènement.

### Débit
On peut calculer le débit d'une telle pompe en fonction de ses caractéristiques. Tout d'abord, il faut déterminer le volume d'une échancrure.
A supposer que les paramètres géométriques des engrenages soient :
- {\displaystyle d} le diamètre interne du pignon
- {\displaystyle D} le diamètre externe du pignon
- {\displaystyle L} la largeur du pignon
- {\displaystyle N} le nombre d'échancrures du pignon

Le volume d'une échancrure est  {\displaystyle \Delta V=L.\left({\frac {D-d}{2}}\right).{\frac {d}{2}}.\left({\frac {2\pi }{N}}\right)} 
(calcul géométrique en supposant que les échancrures sont des portions d'anneau d'angle {\displaystyle \theta ={\frac {2\pi }{N}}})
Une fois que l'on connaît le volume d'une échancrure, on peut déterminer le volume de fluide déplacé à chaque tour. A chaque tour, un volume total {\displaystyle V_{tour}=(2N-1)\Delta V}est déplacé par les deux engrenages de la pompe (N échancrures par engrenage, et 1 échancrure emboîtée, qui ne contient pas de fluide). Ce volume correspond à la cylindrée de la pompe.
Avec {\displaystyle n} le nombre de tours par minute, le débit volumique de la pompe est donc :
{\displaystyle {\dot {V}}=(2N-1).n.\Delta V}
{\displaystyle {\dot {V}}=L.\left({\frac {D-d}{2}}\right).d.\left({\frac {\pi }{N}}\right).(2N-1).n}
Ainsi, le débit de la pompe est proportionnel à la vitesse angulaire de son moteur.

### Pression et équilibre axial

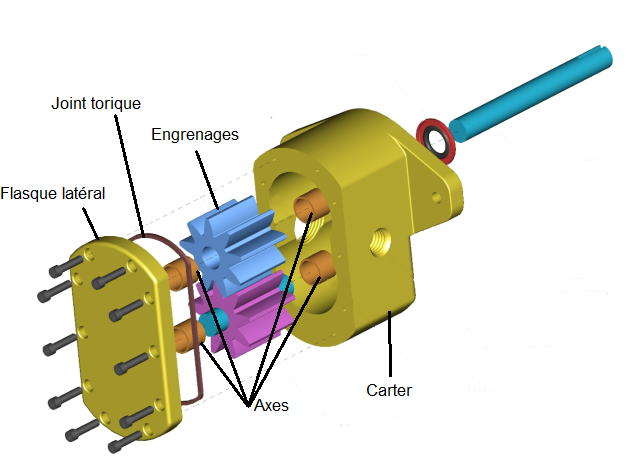
Pompe à engrenage (schéma éclaté)

Dans la pompe, les résultantes radiales des efforts de pression sont transmises aux axes. Ceux-ci s'appuient sur les flasques, généralement par des paliers lisses ou des roulements.
Les résultantes axiales, elles sont transmises directement aux flasques, qui s'éloignent alors l'une de l'autre, induisant une limitation de la pression maximale d'utilisation de la pompe. Pour réduire ce problèmes, des pompes à engrenages externes à équilibrage axial existent, celles-ci possèdent des flasques mobiles. La surface sur laquelle s’exerce la pression est délimitée par des joints toriques.

### Particularités
En supposant le fluide incompressible, tout le fluide est entraîné par le volume déplacé par la pompe.
Les pompes à engrenages peuvent tourner relativement vite, avec des vitesses allant jusqu'à 2000 ou 3000 tours par minute. Elles sont de plus plutôt silencieuses. Les pressions au refoulement atteintes sont de l'ordre de 20 à plus de 100 bar en fonction de la nature du liquide pompé. Les pompes à engrenage ne peuvent pas supporter la présence d’éléments solides dans le liquide pompé.

## Engrenage interne

Pompe à engrenage interne

Le principe des pompes à engrenages  internes a été inventé par Jens Nielsen, l'un des fondateurs de Viking Pump. Il utilise un rotor et un pignon. Le rotor à denture intérieure entraîne le pignon à denture dans le corps. Quand le rotor tourne dans un sens, il entraîne le pignon créant ainsi un espace qui aspire le produit pompé à l’endroit où les dents se séparent.
Le produit pompé est déplacé entre les dents de part et d'autre d'une pièce en forme de croissant, permettant de réaliser la zone d’étanchéité sur les extrémités des dentures.

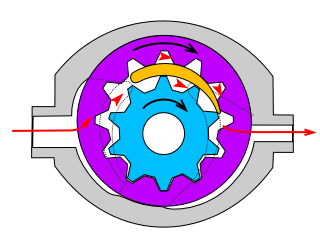
Pompe à engrenages internes

Les pompes à engrenages internes trouvent une application courante dans l'automobile : la pompe à huile nécessaire pour lubrifier l'ensemble des pièces frottantes du moteur, dans les fontaines à eau etc. Son avantage est d'être très silencieuse et de posséder un meilleur rendement volumétrique, surtout à bas régime de rotation, car très compactes. Cependant les pertes par frottement sont assez importantes dans ce type de pompes.
- Exemples de liquides pompés :

Hydrocarbures, huiles, graisses, additifs, colles, résines, polymères, mélasses, solvants etc.
Ce type de pompe est également appelée pompe trochoïde, en raison des la forme trochoïdale des dents.

### Pompes à engrenages internes à profils conjugués

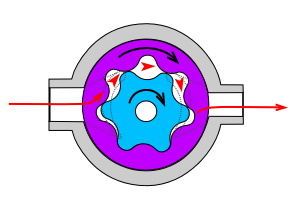
Pompe à engrenages internes à profils conjugués

Dans ces pompes, l'engrenage interne n’a qu’une dent de moins que l’engrenage externe. Ce sont les pompes à engrenages les plus compactes. Cependant leur pression de service et leur rendement sont limités.

### Pompes à engrenage internes à équilibrage radial
Dans ces pompes, la particularité est que le refoulement se fait par des trous radiaux percés dans l’engrenage extérieur. Sa construction est plus complexe, mais elle présente plusieurs avantages : fonctionnement à des pressions allant jusqu'à 300 bar, rendement mécanique élevé, et bon niveau sonore.